# لایسلاو
لایسلاو (به آلمانی: Leislau) یک منطقهٔ مسکونی در آلمان است که در Molauer Land واقع شده‌است. لایسلاو  ۲۶۴ نفر جمعیت دارد.